# Sluitgat

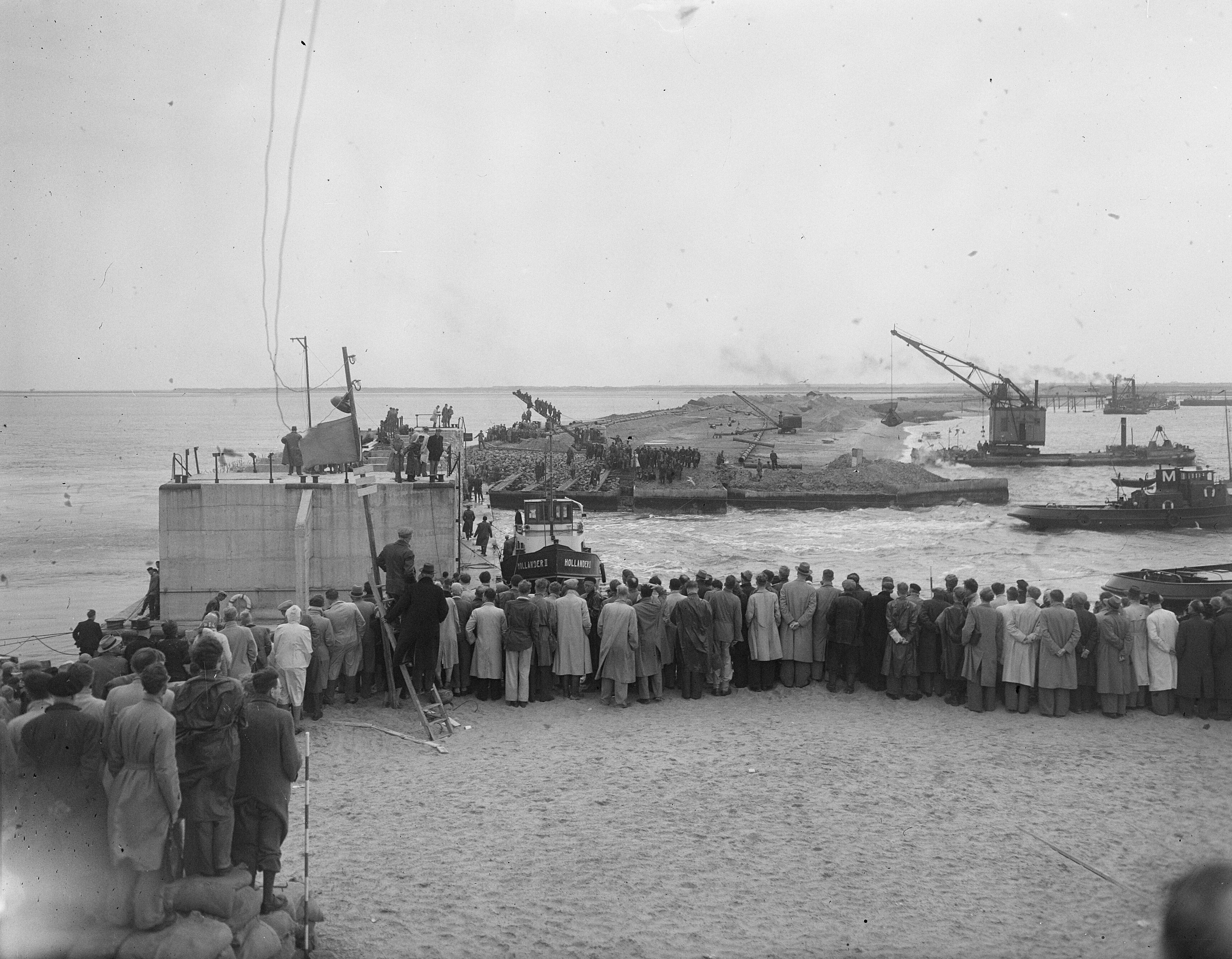
De Brielse Maasdam tussen Voorne en Rozenburg wordt, op 3 juli 1950, bij Oostvoorne afgesloten. Hier werd een Phoenix-caisson ingevaren, een hergebruikt caisson dat in 1944 gebruikt was voor de aanleg van de Mulberryhaven in Normandië.

Een sluitgat is het laatste 'gat' dat overblijft vóórdat de bouw van een nieuwe dam of dijk voltooid wordt. Hetzelfde geldt voor het herstel van een doorgebroken dam of dijk. De stroomsnelheid van het water dat door het sluitgat stroomt, wordt hoger naarmate het gat kleiner wordt. Daarom zijn vaak speciale technieken nodig voor het dichten van een sluitgat. Na de watersnood van 1953 werden voor het herstel van de dijken en voor de bouw van de dammen van het Deltaplan vaak caissons gebruikt.